# Michel Barnier
Michel Barnier (La Tronche, 1951. január 9. –) francia jobboldali politikus, 2024. szeptember 5. és december 13. között Franciaország miniszterelnöke.
2006 és 2015 az Európai Néppárt alelnöke, 2016-tól 2019-ig az EU főtárgyalója az Egyesült Királysággal a Brexittel kapcsolatban folytatott tárgyalásain. Ezt követően 2019-ig az Európai Bizottság Egyesült Királysággal való kapcsolataiért felelős munkacsoportjának vezetője volt.

## Családja
Nős; 3 gyermeke van. 

## Életpályája
Párizsban szerzett diplomát az ESCP-n (European Business School in Paris). Francia anyanyelve mellett angolul beszél.
Franciaországban szenátor volt, majd több kormányban miniszterként vett részt. 2006 és 2015 között az Európai Néppárt alelnöke volt. 
2016-tól 2019-ig az EU főtárgyalója az Egyesült Királysággal a Brexittel kapcsolatban folytatott tárgyalásain. Ezt követően 2019-ig az Európai Bizottság Egyesült Királysággal való kapcsolataiért felelős munkacsoportjának vezetője volt.
2021-ben bevándorlásellenes programmal megpályázta a Köztársaságiak államfőjelöltségét, de nem sikerült azt elnyernie.
2024 szeptembere és decembere között a modern Francia Köztársaság legrövidebb ideig szolgáló kormányát vezette. A koalíció azt követően omlott össze, hogy Barnier parlamenti szavazás nélkül elfogadtatott egy költségvetési törvényt, aminek következtében a parlamenti többség a kormány elleni bizalmatlansági indítványt elfogadta.

## Díjai, elismerései
- A Francia Köztársaság Becsületrendjének tisztje
- Robert Schuman-emlékérem (2005)
- A Német Szövetségi Köztársaság nagy érdemrendje csillaggal és vállszárnnyal

## Publikációi
- 2014: "Se reposer ou être libre“ – Gallimard
- 2008: "Europe, cards on the table“ - Acropole
- 2008: "Who will feed the world: a new agricultural revolution" - Acropole
- 2007: "Atlas for a sustainable world" - Acropole
- 2005: "Sortir l’Europe des idées reçues" - Plon
- 2001: "Notre contrat pour l'alternance" - Plon
- 1994: "Vers une mer inconnue" - Pluriel
- 1994: "Le Défi écologique - Chacun pour tous" - Hachette
- 1992: " Atlas des risques majeurs" - Plon
- 1985: "Vive la politique" - Stock